# Parque Nacional Pirin

O Parque Nacional Pirin é um parque nacional da Bulgária, com uma área de 274 km² e com uma altitude que vai de 1 008 a 2 914 metros, que abrange grande parte das Montanhas Pirin. Foi estabelecido em 8 de novembro de 1962 e no ano de 1983 foi reconhecido como patrimônio mundial. 

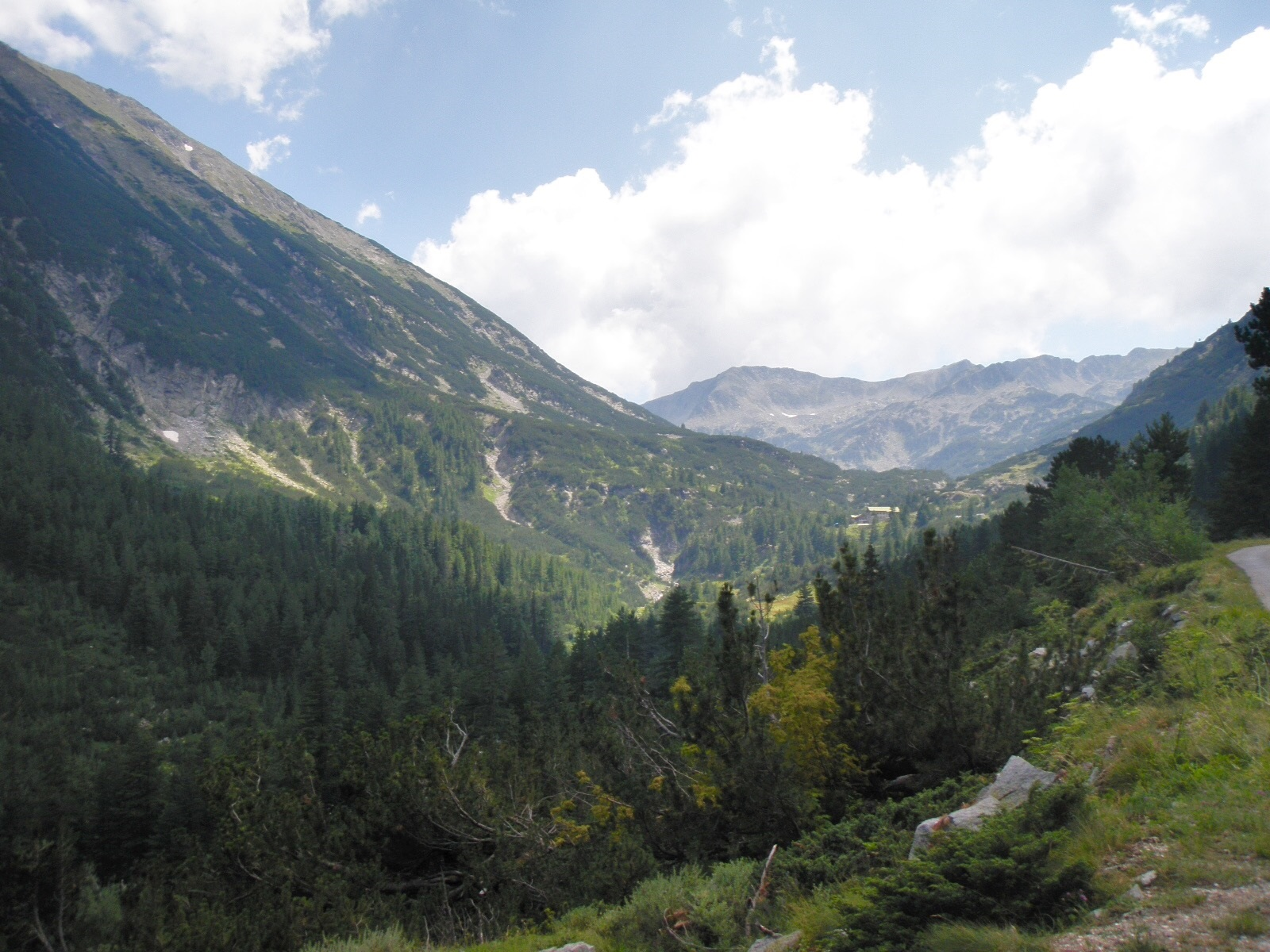
Vista interna do parque

O parque situa-se na província de Blagoevgrad, a região mais ao sul do país, no território de sete municípios: Bansko, Gotse Delchev, Kresna, Razlog, Sandanski, Simitli e Strumyani. Não há lugares populosos em seu território. Duas reservas naturais estão localizadas dentro dos limites do Parque Nacional de Pirin: Bayuvi Dupki – Dzhindzhiritsa e Yulen. A Bayuvi Dupki – Dzhindzhiritsa é uma das mais antigas da Bulgária, estabelecida em 1934 pela UNESCO.

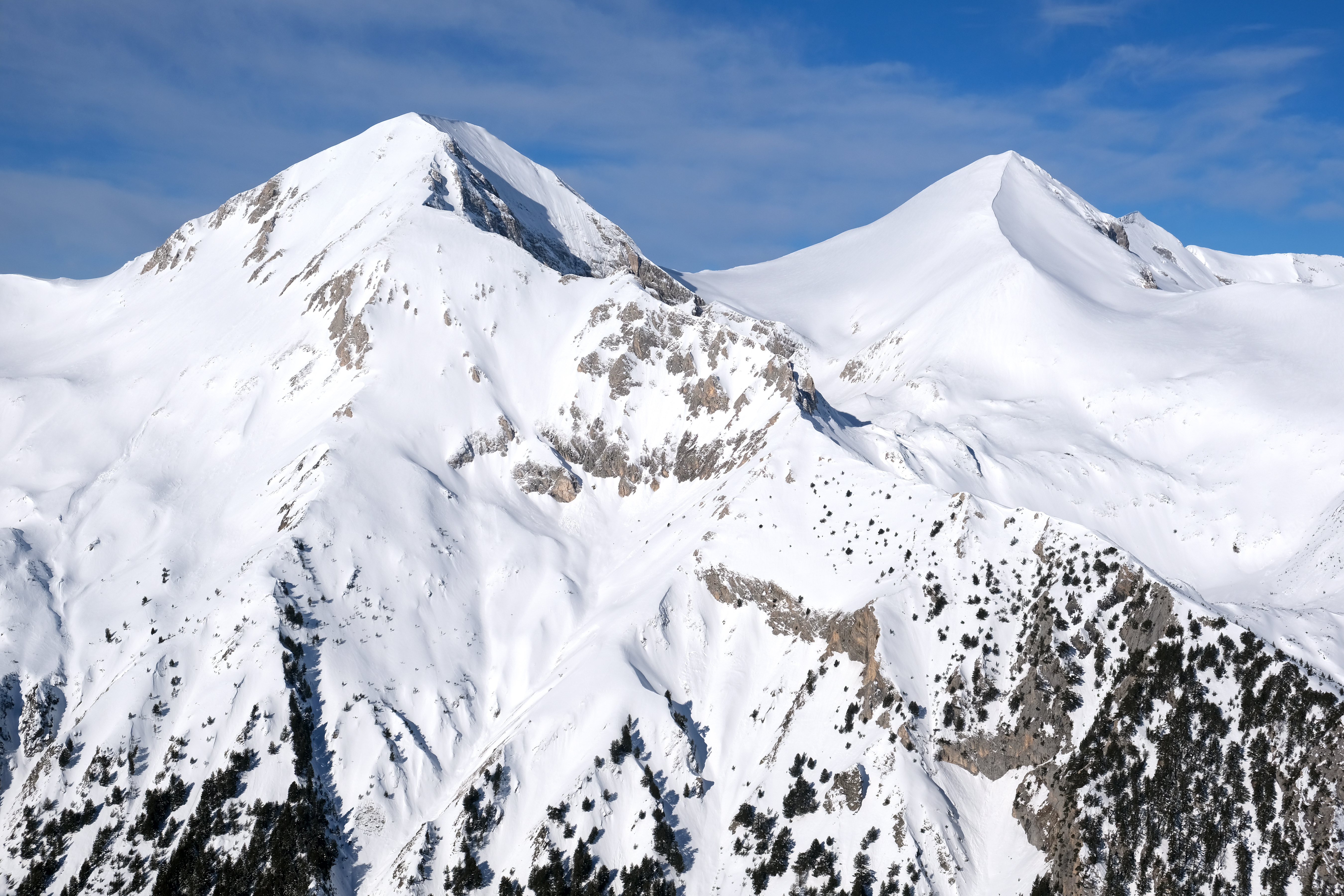
Parque Nacional Pirin

Pirin é conhecido por seus 118 lagos glaciais, sendo o maior e o mais profundo deles o Lago Popovo. O parque possui as geleiras mais meridionais da Europa. As florestas cobrem 57,3% da área dos parques e quase 95% são florestas de coníferas. A idade média das florestas é de 85 anos. A árvore mais antiga da Bulgária, o pinheiro de Baikushev, está localizada no parque. A fauna do Parque Nacional Pirin é diversificada e inclui 45 espécies de mamíferos, 159 espécies de aves, 11 espécies de répteis, 8 espécies de anfíbios e 6 espécies de peixes. 